# Polignano Calcio a 5
L'Unione Sportiva Polignano Calcio a 5 è una squadra italiana di calcio a 5 con sede a Polignano a Mare.

## Storia
Fondata nel 1990 la formazione ha disputato il campionato di Serie A2 nazionale nella stagione 2008/2009 dopo la promozione dalla Serie B maturata al termine della stagione precedente.
Il 23 febbraio 2008 a Mareno di Piave (TV) vince la Coppa Italia di Serie B e il 29 marzo 2008 festeggia la promozione in Serie A2 per la prima volta nella sua storia.

## Rosa 2011/2012
| N° | Naz.              | Ruolo                         | Sportivo             | Anno     |  |  |
| -- | ----------------- | ----------------------------- | -------------------- | -------- |  |  |
|    | Italia (bandiera) | Universale                    | Gaetano Potente (C)  | 06.09.83 |  |  |
|    | Italia (bandiera) | Portiere                      | Gianfranco Pascali   |          |  |  |
|    | Italia (bandiera) | Portiere                      | Franco L'abbate      |          |  |  |
|    | Italia (bandiera) | Portiere                      | Giuseppe Centrone    |          |  |  |
|    | Italia (bandiera) | Portiere                      | Giuseppe L'abbate    |          |  |  |
|    | Italia (bandiera) | Pivot                         | Gianni L'abbate      |          |  |  |
|    | Italia (bandiera) | Laterale                      | Angelo Liuzzi        |          |  |  |
|    | Italia (bandiera) | Universale                    | Giancarlo Berardi    |          |  |  |
|    | Italia (bandiera) | Centrale difensivo            | Cosimo Liuzzi        |          |  |  |
|    | Italia (bandiera) | Centrale difensivo            | Vanni Giuliani       |          |  |  |
|    | Italia (bandiera) | Centrale difensivo            | Ezio Detomaso        |          |  |  |
|    | Italia (bandiera) | Laterale                      | Alessio Romanazzi    |          |  |  |
|    | Italia (bandiera) | Laterale                      | Francesco Cuscito    |          |  |  |
|    | Italia (bandiera) | Pivot                         | Giacomo Seripierro   |          |  |  |
|    | Italia (bandiera) | Centrale difensivo            | Francesco Cuscito    |          |  |  |
|    | Italia (bandiera) | Laterale                      | Domenico Abbatepaolo |          |  |  |
|    | Italia (bandiera) | Allenatore fino al 31.01.2012 | Angelo Mastrocesare  |          |  |  |
|    | Italia (bandiera) | Allenatore dal 01.02.2012     | Damiano Simone       |          |  |  |
|    | Italia (bandiera) | Prep. Atletico                | Antonio L'abbate     |          |  |  |